# Besiktningsklausul
Besiktningsklausul är en skrivning i ett köpeavtal av en fastighet som innebär att köpebrevet och pris blir villkorat av besiktningens resultat.
Vid en bostadsaffär försöker parterna oftast att tillse att köparen utför en överlåtelsebesiktning före ett köpekontrakt upprättas. På så vis undgår man problem med att ändra avtal efter besiktning. I vissa fall har köparen ännu inte gjort besiktning av den bostad som han avser att köpa när kontrakt skrivs. Då kan parterna skriva en besiktningsklausul som innebär att köpekontraktet och pris blir villkorat av besiktningens resultat. Fastighetsmäklarnämnden har uttalat att mäklare för båda parters skull skall medverka till att besiktningsklausul blir tydligt formulerad så att framtida tvist i bästa möjliga mån kan undvikas.